# Heimatverband Mecklenburg-Vorpommern
Der Heimatverband Mecklenburg-Vorpommern e. V. ist ein Verein zur Heimat- und Kulturpflege mit Sitz in Schwerin. Er versteht sich als der Dachverband für alle Vereine, Personen, Initiativen und Institutionen, die sich in und für Mecklenburg-Vorpommern der Heimatpflege widmen. Der Heimatverband ist Mitglied im Bund Heimat und Umwelt in Deutschland.

## Geschichte
Die Heimatschutzbewegung des 19. Jahrhunderts in Deutschland mündete im Anfang des 20. Jahrhunderts in die Gründung von vielen regionalen deutschen Heimatbünden. 1906 wurde der Heimatbund Mecklenburg, 1910 der Landesverein Pommern gegründet. Nach dem Zweiten Weltkrieg wurden die beiden Verbände nicht erneuert; der 1945 gegründete Kulturbund mit seinen unterschiedlichen Interessengemeinschaften führten Ziele und Aufgaben der früheren Vereinigungen fort. Im März 1990 wurde der Landesheimatverband Mecklenburg-Vorpommern e.V. gegründet und 2012 wegen Insolvenz aufgelöst.
Am 27. Mai 2015 wurde in Witzin unter maßgeblicher Beteiligung der beiden späteren Ehrenmitglieder Harald Ringstorff †, Ministerpräsident a. D., und des Mediziners Horst Klinkmann der Heimatverband Mecklenburg-Vorpommern e.V. gegründet. Am 12. September 2015 wählte die erste ordentliche Mitgliederversammlung in Güstrow Cornelia Nenz als Vorsitzende, Wolfgang Methling und Christoph Schmitt als Stellvertreter, Hans Hüller als Schatzmeister und Karl-Ludwig Quade als Schriftführer in den geschäftsführenden Vorstand.
Zum Geschäftsführenden Vorstand gehören aktuell Martin Buchsteiner (Vorsitzender) Wolfgang Methling (1. Stellvertretender Vorsitzender), Cornelia Nenz (2. Stellvertretende Vorsitzende), Maximillian Marotz (Schatzmeister) und Christian Teske (Schriftführer). Im Februar 2016 konnte eine Geschäftsstelle in Schwerin eingerichtet werden. Seit März 2019 unterhält der Heimatverband eine weitere Geschäftsstelle in Ferdinandshof, Landkreis Vorpommern-Greifswald.

## Aktueller Vorstand
| Vorsitzender                                     | Dr. Martin Buchsteiner |
| 1. stellvertretenden Vorsitzenden,               | Dr. Anna K. Schröder |
| 2. stellvertretenden Vorsitzenden,               | Nadine Koop |
| Schatzmeisterin                                  | Nevena Grundmann |
| Schriftführer                                    | Christian Teske |
| den Leiterinnen / den Leitern der Arbeitskreise: | Ortschroniken, - Wilfried Steinmüller, - Dr. Holger Meyer Niederdeutsch, - Christian Peplow Traditionelle Textilien - Cornelie Müller-Gödecke                                      |
| und bis zu zehn Beisitzern:                      | - Hilmar Baumgarten - Dr. Cornelia Nenz - Dr. Johannes Kalbe - Ute Hennings - Karl-Ludwig Quade - Dr. Christoph Schmitt - Thomas Kraft - Antje Hückstädt - Anke Holst - Jette Bolz |

## Arbeitsfelder
Der Verein versteht sich als Dachverband für Heimatpflege unter Wahrung der Eigenständigkeit seiner Mitglieder. Er organisiert eigene Veranstaltungen oder kooperiert bei Veranstaltungen mit seinen Mitgliedern und ist Ansprechpartner für die Akteure der Heimatpflege im Bundesland Mecklenburg-Vorpommern.
Schwerpunkte der Verbandsarbeit sind
- Niederdeutsch
- Ortschroniken und Regionalgeschichte
- Trachten, Tanz und Textil
- moderne und traditionelle Musik
- Heimatstuben/Heimatmuseen
- Kinder und Jugend
- Landschaft, Natur, Umwelt
- Denkmalpflege und Baugestaltung
- maritime Kultur
- Volkskunde

Darüber hinaus gibt der Heimatverband Fördermittel des Landes Mecklenburg-Vorpommern an seine Mitglieder für Projekte der Heimatpflege weiter.
Der Verband entsendet Mitglieder in den Bundesraat för Nedderdüütsch, den Rundfunkrat des NDR und in das Kuratorium der Ehrenamtsstiftung Mecklenburg-Vorpommern.
Für Kinder erstellte der Heimatverband eine "Heimatschatzkiste", die unter anderem Materialien zu Niederdeutsch, Regionalgeschichte, einen Naturführer, eine Fossiliensammlung und Spielzeug wie Murmeln für alle Kindertagesstätten und Schulhorte des Landes enthält.
Die Arbeit des Heimatverbandes Mecklenburg-Vorpommern wird vom Land Mecklenburg-Vorpommern gefördert.
Seit 2016 vergibt der Heimatverband MV den Ehrenpreis für Engagierte der Heimatpflege. Er wird an Personen, Initiativen, Vereine oder andere vergeben, die sich in vorbildlicher, langjähriger und uneigennütziger Weise um die Heimat- und Traditionspflege des Landes Mecklenburg-Vorpommern besonders verdient gemacht haben.

## Publikation
Der Heimatverband Mecklenburg-Vorpommern gibt die Schriftenreihe "Stier und Greif. Heimathefte für Mecklenburg-Vorpommern" heraus, die zweimal jährlich erscheint und Beiträge zu unterschiedlichen Themen der Heimatpflege umfasst. Seit 2024 in gemeinsam mit der Stiftung Mecklenburg.

## Projekte
Beispielhafte Projekte sind:
- Heimatschatzkiste für Kindergärten und Schulhorte als frühkindliche Bildung
- Landeslied "So klingt Mecklenburg-Vorpommern" – Der Wettbewerb um ein neues Landeslied für ganz Mecklenburg-Vorpommern
- „Atlas Niederdeutsch“ – Übersicht der Plattdeutschakteure aus MV
- 100 Laptops für 100 Heimatstuben – technische Grundausstattung für ehrenamtlich geführte Heimatmuseen

## Heimatbegriff
Der Verband versteht unter Heimat die konkrete, soziale, kulturelle und natürliche Umwelt, in die Menschen hineinwachsen oder hineinkommen, die ihnen besonders vertraut ist oder zu der sie eine Bindung aufbauen wollen. Der Heimatverband Mecklenburg-Vorpommern unterstützt Menschen, die traditionelle Kultur mögen, erforschen und pflegen. Er trägt zur Vermittlung von Heimatliebe, regionaler Identität und Heimatbewusstsein bei für alle Menschen, die in Mecklenburg-Vorpommern Heimat haben oder Heimat suchen. Das Wirken des Heimatverbandes ist getragen von der Überzeugung, dass Heimatpflege nur auf demokratischem Boden gedeihen kann und dass jeder Versuch, Heimatpflege für revanchistische und reaktionäre Ziele zu missbrauchen, unterbunden werden soll. Als vornehme Aufgabe sieht der Heimatverband das ständige Bemühen, tradierte Werte in die Moderne zu überführen.